# Dohyō

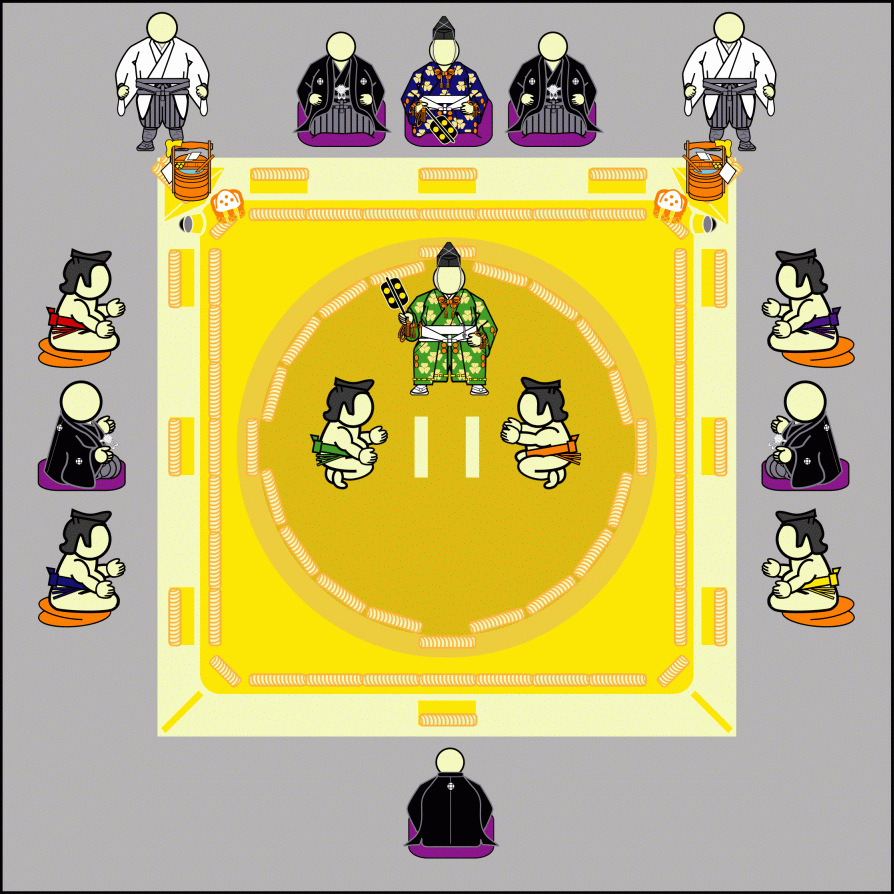

O dohyō é, nas lutas de sumô, o quadrilátero no qual os lutadores se enfrentam, é coberto de arroz.